# Hydra (insulă)
Hydra sau Ydra sau Idra (în greacă Ύδρα, în greaca modernă:ˈiðra) este una dintre insulele din arhipelagul Saronic din Grecia. Se găsește în Marea Egee între Marea Myrtoan și Golful Argolic. Hydra este despărțită de peninsula Peloponez printr-o fâșie îngustă de apă. În antichitate, insula a fost cunoscută sub numele de Hydrea (Ὑδρέα, derivat din cuvântul grecesc pentru „apă”), o referință la izvoarele naturale de pe insulă.
Municipalitatea Hydra este formată din insulele Hydra (populație 1.948, suprafață 49,6 km2), Dokos (populație 18, suprafață 13,5 km2), și câteva insulițe nelocuite, cu o suprafața totală de 64,443 km2. Provincia Hydra (în greacă Επαρχία Ύδρας) a fost una dintre provinciile prefecturii Argolis și Corintia din 1833 până în 1942, a prefecturii Attica din 1942 până în 1964, prefecturii Pireu din 1964 până în 1972 și apoi a revenit prefecturii Attica. Teritoriul acesteia corespunde cu cel al actualului municipiu. A fost desființată în 2006. Astăzi, municipalitatea Hydra face parte din unitatea regională a Insulelor din regiunea Attica.
Pe insulă se găsește un oraș principal, cunoscut pur și simplu ca „Portul Hydra” (cu o populație de 1.900 de persoane în 2011). Este format dintr-un port în formă de semilună, în jurul căruia se găsește un șir de restaurante, magazine, piețe și galerii care deservesc turiștii și localnicii (hydrioții). Străzile abrupte din piatră duc în sus și în afara zonei portului. Majoritatea reședințelor locale, precum și hostelurile de pe insulă, sunt situate pe aceste străzi. Alte sate mici sau cătune de pe insulă sunt Mandraki (populație 11), Kamini, Vlychos (populație 19), Palamidas, Episkopi și Molos.

## Transport și turism

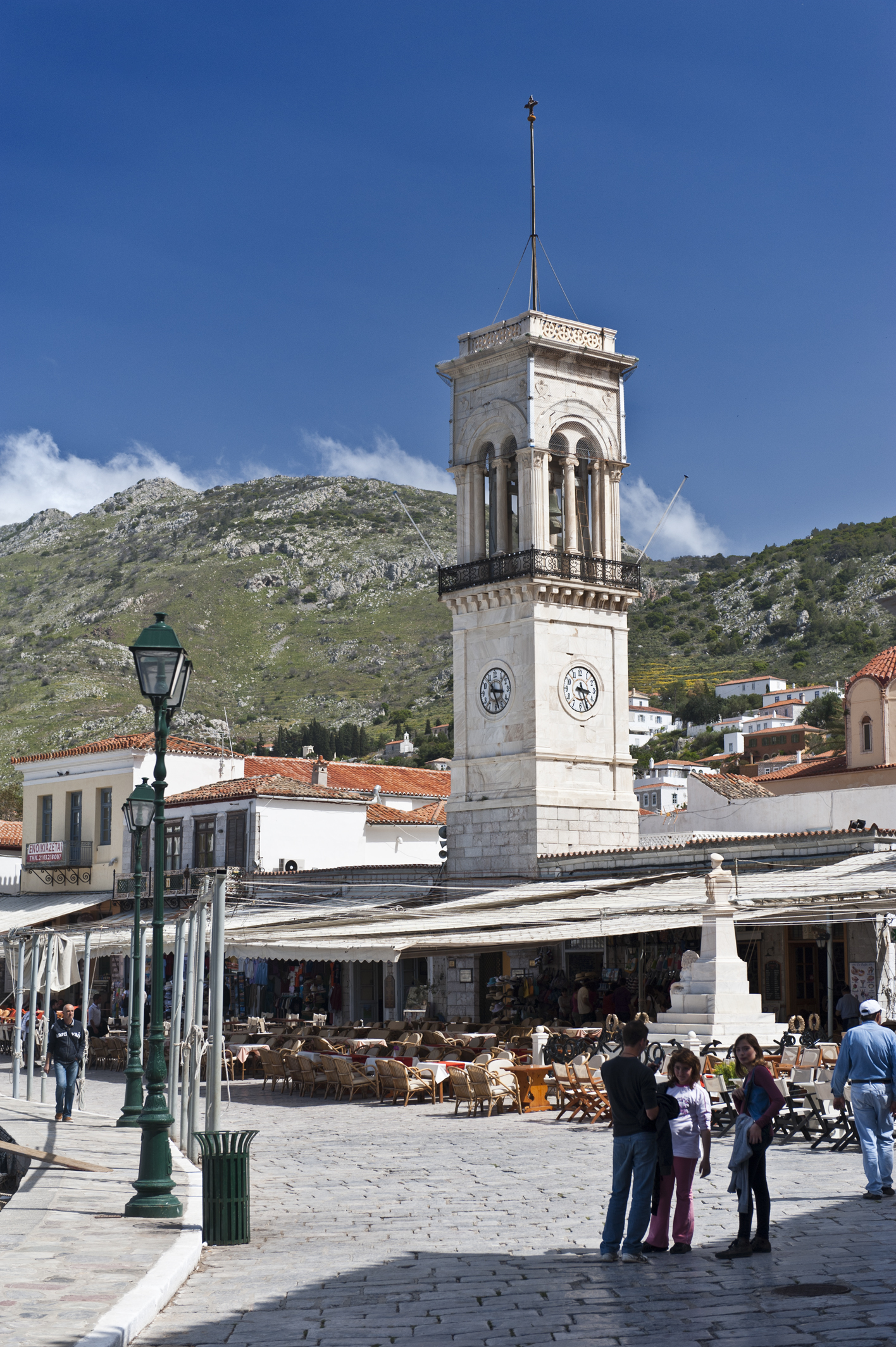
Turnul cu ceas al insulei Hydra

Hydra depinde economic de turism, iar atenienii reprezintă un segment considerabil de vizitatori. Nave cu aripi portante și catamarane de mare viteză din portul Pireu, aflat la aproximativ 69 de kilometri distanță, sosesc regulat pe Hydra, mai întâi cu opriri pe insula Poros, pentru ca apoi să-și continue cursa spre insula Spetses. De asemenea a fost creat un serviciu de transport pasageri cu feribotul ca o alternativă la hidroptere. Serviciul operează între portul Hydra și Metochi aflat pe coasta Peloponezului. Mulți atenieni conduc până la Metochi, își lasă autovehiculul în parcarea securizată și iau feribotul care ajunge în 20 de minute în portul Hydra.
Camioanele de gunoi sunt singurele autovehicule de pe insulă, deoarece, prin lege, nu sunt permise autovehiculele și motocicletele. Caii, catârii și măgarii și taxiurile pe apă asigură transportul public. Zona locuită este totuși foarte compactă astfel încât majoritatea oamenilor ajung pe jos oriunde doresc.
Hydra are numeroase golfuri, porturi naturale și o puternică cultură maritimă. Insula este o destinație populară pentru iahturi și este sediul Clubului Kamini Yacht, un club internațional de iahturi cu sediul în portul Kamini de pe insula Hydra.
În 2007, un grup al revistei National Geographic Traveler format din 522 de experți a considerat Hydra ca fiind pe locul 1 dintre toate insulele grecești (pe locul 11 din 111 insule din întreaga lume) ca destinație unică, care a păstrat „integritatea locului”.

### Conacele căpitanilor
Conacul Tsamadou, aflat pe partea stângă la intrarea în port Hydra, a devenit în prezent o Academie Maritimă. Familia Tsamadou a donat conacul în scopul găzduirii Academiei maritime grecești pe insula lor. O altă casă, construită inițial pentru familia Tsamadou, pe dealul cu vedere la port, a fost donată bisericii pentru a fi folosită ca școală de țesut și ca unitate de producție a textilelor și covoarelor. Casa aparține acum familiei Colloredo-Mansfeld și a ajuns să fie cunoscută ca Vechea fabrică de covoare (fostul atelier de țesut).
Conacul Tombazis a devenit parte a Școlii de Arte Plastice din Atena, din cadrul Universității din Atena.
Conacele Lazaros și George Kountouriotis, Boudouris, Kriezis, Voulgaris, Sachinis și Miaoulis au toate colecții de mobilier de pe insulă din secolul al XVIII-lea. Descendenții lui Lazaros Kountouriotis au donat conacul Institutului istorico-etnologic din Grecia. Astăzi, funcționează ca o filială extinsă a Muzeului Național de Istorie.

### Mănăstiri și Catedrala
Pe insula Hydra se găsesc biserici și șase mănăstiri ortodoxe. Două mănăstiri demne de remarcat sunt Profitis Ilias, fondată în secolul al X-lea, și Ayia Efpraxia. Ambele au fost ridicate pe un deal cu vedere spre portul principal.
Catedrala de pe insulă este vechea Mănăstire a Adormirii Maicii Domnului și se află pe cheul orașului. În mănăstire se află mormântul lui Lazaros Kountouriotis, cel mai bogat căpitan de mare de pe Hydra, care și-a donat întreaga avere pentru a ajuta cauza Războiului de Independență al Greciei.

## Istorie

### Preistorie, antichitate, epoca bizantină și venețiană
S-au găsit dovezi ale existenței unor fermieri și păstori din a doua jumătate a mileniului III î.Hr. în zonele mici, plane, care nu sunt vizibile de pe mare. De asemenea, a fost descoperit obsidian din Insula Milos- În perioada heladică, Hydra a fost probabil o bază maritimă a regatelor din peninsula greacă. Fragmente de vaze, unelte și un cap de idol au fost găsite pe Muntele Chorissa.
Invazia doriană  pe scară largă a Greciei în jurul secolului al XII-lea î.Hr. pare să fi depopulat insula. Hydra a fost apoi repopulată de fermieri și păstori, care au venit pe mare probabil din portul continental Ermioni, în secolul al VIII-lea î.Hr. Istoricul grec Herodot a relatat că spre secolul al VI-lea î.Hr., insula aparținea de Ermioni, care a vândut-o celor de pe Samos. Samos, la rândul său, a cedat-o cetății Troizina.
O mare perioadă de timp din existența sa, Hydra a rămas în afara istoriei. Populația a fost foarte mică în vremurile străvechi și, cu excepția scurtelor mențiuni făcute de Herodot și Pausanias, a lăsat puține dovezi sau niciuna în istoria acelor vremuri.
Este sigur că Hydra a fost repopulată în epoca bizantină, deoarece vaze și monede bizantine au fost descoperite în zona Episkopi. Cu toate acestea, se pare că insula și-a pierdut din nou populația în timpul apariției Imperiului Latin de Constantinopol, când locuitorii săi au fugit din cauza jafurilor piraților. Pe alte insule, locuitorii s-au mutat mai spre interior, ceea ce a fost imposibil pe Hydra.
În 1460, arvanitii (de origine albaneză) s-au stabilit pe insulă ca refugiați din Peloponez din cauza conflictelor din regiune cu venețienii și otomanii. Au construit portul orașului modern și prezența lor a fost evidentă până la mijlocul secolului al XX-lea, când, potrivit lui T. Jochalas, au format majoritatea populației insulei.
În secolul al XVI-lea, insula a început să fie populată și de alți refugiații ai războiului dintre otomani și venețieni.

### Epoca otomană: perioadă de forță comercială și navală

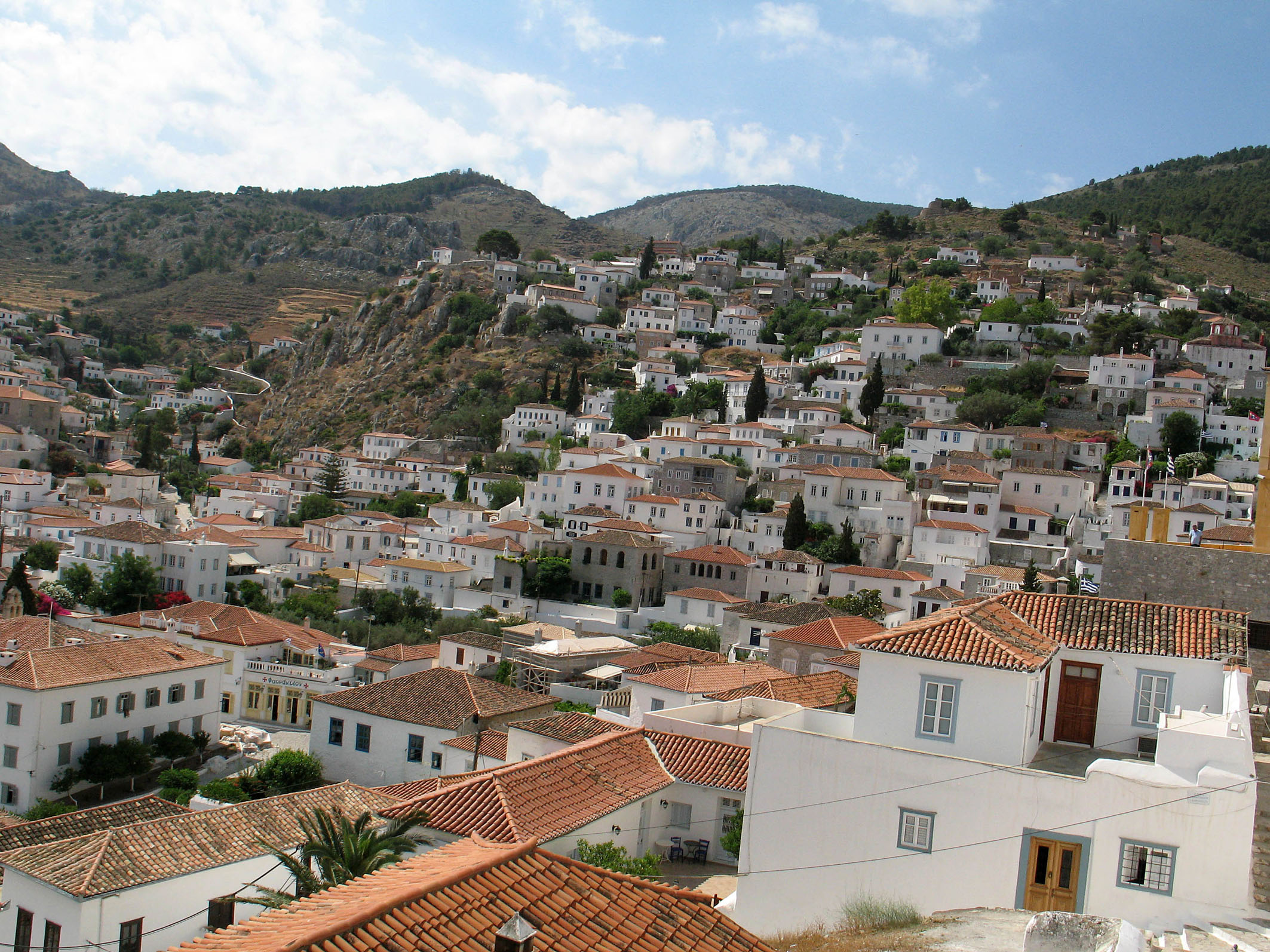
Case tradiționale

Hydra a fost relativ lipsită de importanță în cea mai mare parte a stăpânirii otomane. Dezvoltarea sa navală și comercială a început în secolul al XVII-lea, iar prima sa școală pentru marinari a fost înființată în 1645. Aparent, primul vas construit pe plan local a fost lansat în 1657. Cu toate acestea, conflictul dintre Republica Venețiană și Imperiul Otoman a limitat dezvoltarea maritimă a insulei până în anul 1718 când s-a semnat Pacea de la Passarowitz. Din secolul al XVII-lea, insula Hydra a început să capete o importanță mai mare datorită forței sale comerciale.
În prima jumătate a secolului al XVIII-lea, Hydra a construit același tip de nave ca și cele construite pe celelalte insule din Marea Egee: sachtouri de 15 până la 20 de tone și latinadiko de 40 până la 50 de tone. Locuitorii insulei s-au mulțumit să facă comerț în Marea Egee, mergând până la Constantinopol. O schimbare mare a avut loc în 1757 după ce au lansat un vas de 250 de tone. Vasele mai mari au permis Hydrei să devină un port comercial important. În 1771, în rada portului se găseau chiar și 50 de nave din toată Grecia. Zece ani mai târziu, insula a adăpostit până la 100 de nave.
Cu toate acestea, Imperiul Otoman și politicile sale au îngrădit succesul economic al insulei. Tarifele și taxele mari au restrâns viteza de dezvoltare. Administrația otomană a îngreunat comerțul liber, permițând doar navelor otomane să navigheze prin Dardanele și Bosfor și, prin urmare, să aibă acces la Marea Neagră, la porturile sale și la comerțul cu cereale din interiorul lor. Tratatul de la Kuciuk-Kainargi a schimbat toate aceste lucruri. Rusia a obținut de la otomani dreptul de a apăra creștinii ortodocși ai Imperiului. Protecția religioasă a avut și un corolar comercial: locuitorii insulei au început să navigheze sub pavilion rusesc. Tratatul prevedea și trecerea liberă între Marea Egee și Marea Neagră. Hydra a intrat astfel în epoca comercială. Navele insulei au transportat mărfuri între sudul Rusiei în est și porturile italiene Ancona și Livorno în vest. Din 1785, locuitorii insulei au început să facă și afaceri comerciale, nu doar de transport. Comerțul cu Levantul a început foarte repede să depindă de vasele de pe insulă, dar a existat și o concurență a celor din Spetses și Psara.
Ciuma din 1792 a ucis o mare parte a populației și mulți oameni au plecat. Astfel, orașul a fost aproape complet abandonat pentru o perioadă. Până la sfârșitul secolului al XVIII-lea, Hydra a ajuns să fie din nou prosperă, iar navele sale făceau comerț până în Franța, Spania și chiar America. Napoleon I a dat insulei uriașul candelabru din argint din catedrală ca un gest de recunoștință pentru rolul insulei în spargerea blocadei britanice și, prin urmare, pentru furnizarea de produse alimentare către Franța.

### Războiul de Independență al Greciei

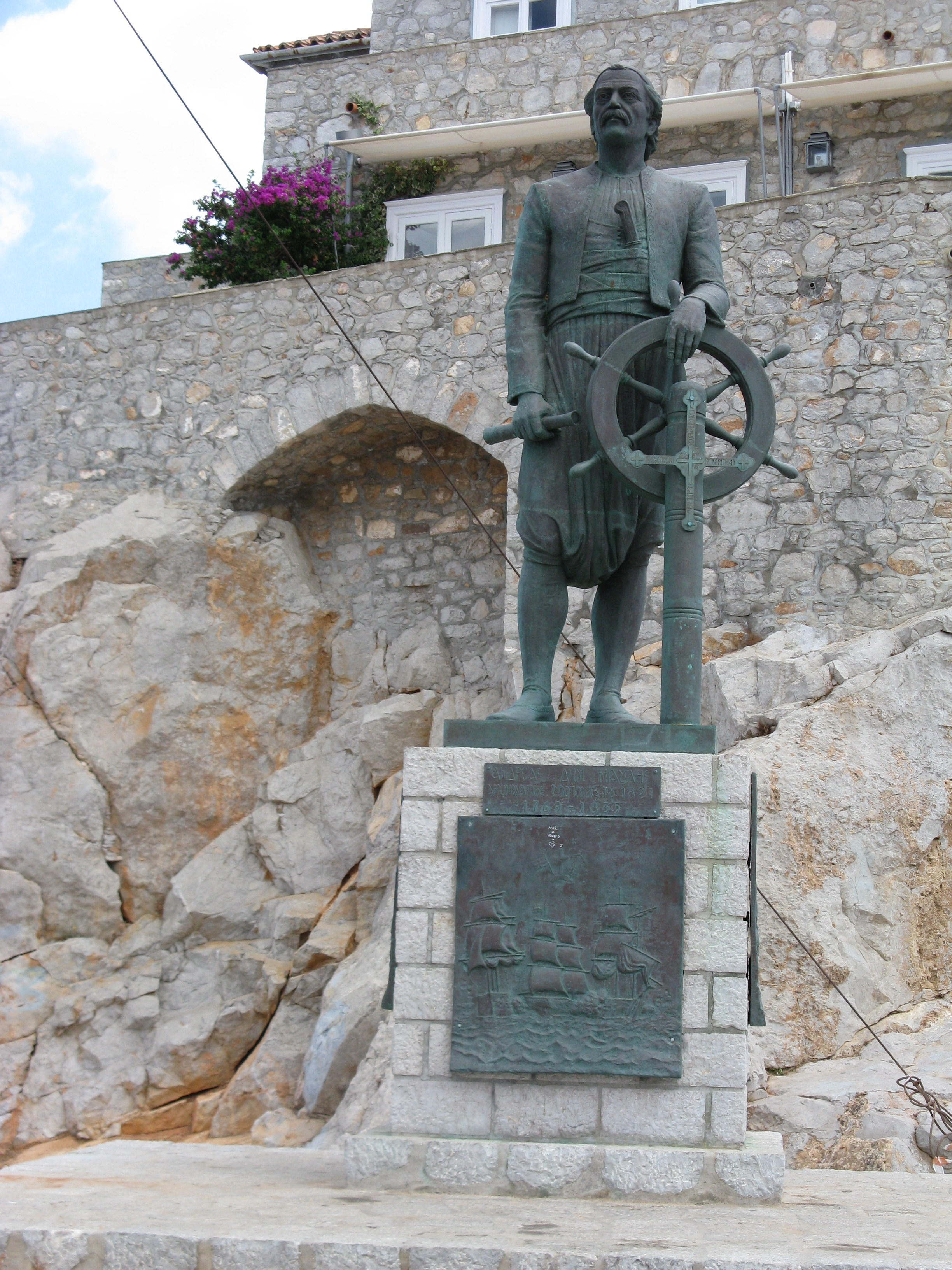
Statuia lui Andreas Miaoulis, amiral în timpul Războiului de Independență

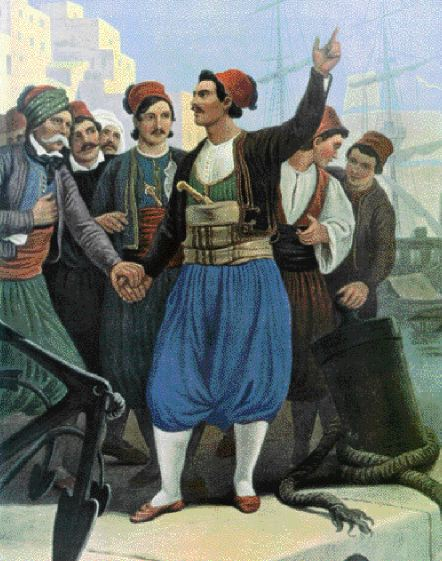
Antonis Oikonomou începe revoluția în Hydra de Peter von Hess.

Steagul Hydrei în timpul Războiului de Independență al Greciei.

În secolul al XIX-lea, Hydra a găzduit aproximativ 125 de vase și 10.000 de marinari. Conacele căpitanilor de mare care înconjoară portul reprezintă o dovadă a prosperității pe care navigația a adus-o pe insulă, care, în perioada Războiului de Independență al Greciei, a avut o populație de 16.000 de locuitori.
La început, locuitorii au fost departe de a adera unanim la Războiul de Independență. În aprilie 1821, când Antonis Oikonomou l-a expulzat pe guvernator, otomanul Nikolao Kokovila și a proclamat aderarea insulei la lupta pentru independență, a întâmpinat o puternică opoziție din partea conducătorilor insulei care nu doreau să-și piardă poziția relativ privilegiată pe care o aveau sub conducerea otomană. Oikonomou a fost închis, urmărit pe insulă și, în cele din urmă, adversarii săi au trimis asasini să-l alunge și să-l omoare în decembrie 1821.
Cu toate acestea, Hydra s-a alăturat în cele din urmă cauzei independenței, iar contribuția insulei a fost de aproximativ 150 de nave, plus provizii, ceea ce a avut un rol decisiv în lupta contra turcilor. Amiralul grec Andreas Miaoulis, el însuși colonist pe Hydra, a folosit nave de foc hydriote pentru a provoca pierderi grele flotei otomane. În cele din urmă, flota insulei - împreună cu flotele celorlalte două insule Psara și Spetses - au reușit să preia controlul asupra estului Mării Egee din mâinile Imperiul Otoman.

### Istoria modernă
Odată cu sfârșitul revoluției și crearea statului modern grec, insula și-a pierdut treptat poziția maritimă în estul Mediteranei, ceea ce a declanșat o criză economică care a dus la o perioadă de dificultăți și la un șomaj ridicat. Motivul principal a fost acela că odată cu formarea statului grec, flota insulei și-a pierdut privilegiile acordate prin Tratatul de la Kuciuk-Kainargi și cele rezultate din folosirea pavilionului rusesc. Un alt motiv a fost acela că familiile tradiționale care au deținut majoritatea flotei nu au reușit să prevadă avantajele navelor cu aburi, care au redus semnificativ costurile de transport prin reducerea echipajului și independența față de vânturi, astfel au ajuns să fie dezavantaje față de noile companii de transport maritim din Pireu, Patras și Syros. Un al treilea motiv a fost acela că noile condiții au făcut imposibile activități ilegale precum pirateria. Încă o dată, mulți locuitori au abandonat insula Hydra, lăsând în urmă conacele lor mari și reședințele frumoase, care au ajuns în ruine. Pilonul principal al economiei insulei a ajuns dă fie pescuitul de spongieri. Acest lucru a adus din nou prosperitate până în 1932, când Egiptul a interzis pescuitul de-a lungul coastei sale.
Între 1941 și 1943, în timpul ocupației Greciei de către forțele Axei în timpul celui de-al doilea război mondial, a existat o perioadă de foamete pe Hydra. Se estimează că aproximativ opt la sută din populație a murit din această cauză. Până la sfârșitul celui de-al doilea război mondial, locuitorii au părăsit din nou insula; mulți dintre ei au plecat în străinătate.

## Populația istorică
| An   | Populația orașului | Populația municipiului / insulei |
| ---- | ------------------ | -------------------------------- |
| 1981 | 2.732              | -                                |
| 1991 | 2.279              | 2.387                            |
| 2001 | 2.526              | 2.719                            |
| 2011 | 1.900              | 1.982                            |

## Topografie și ecologie

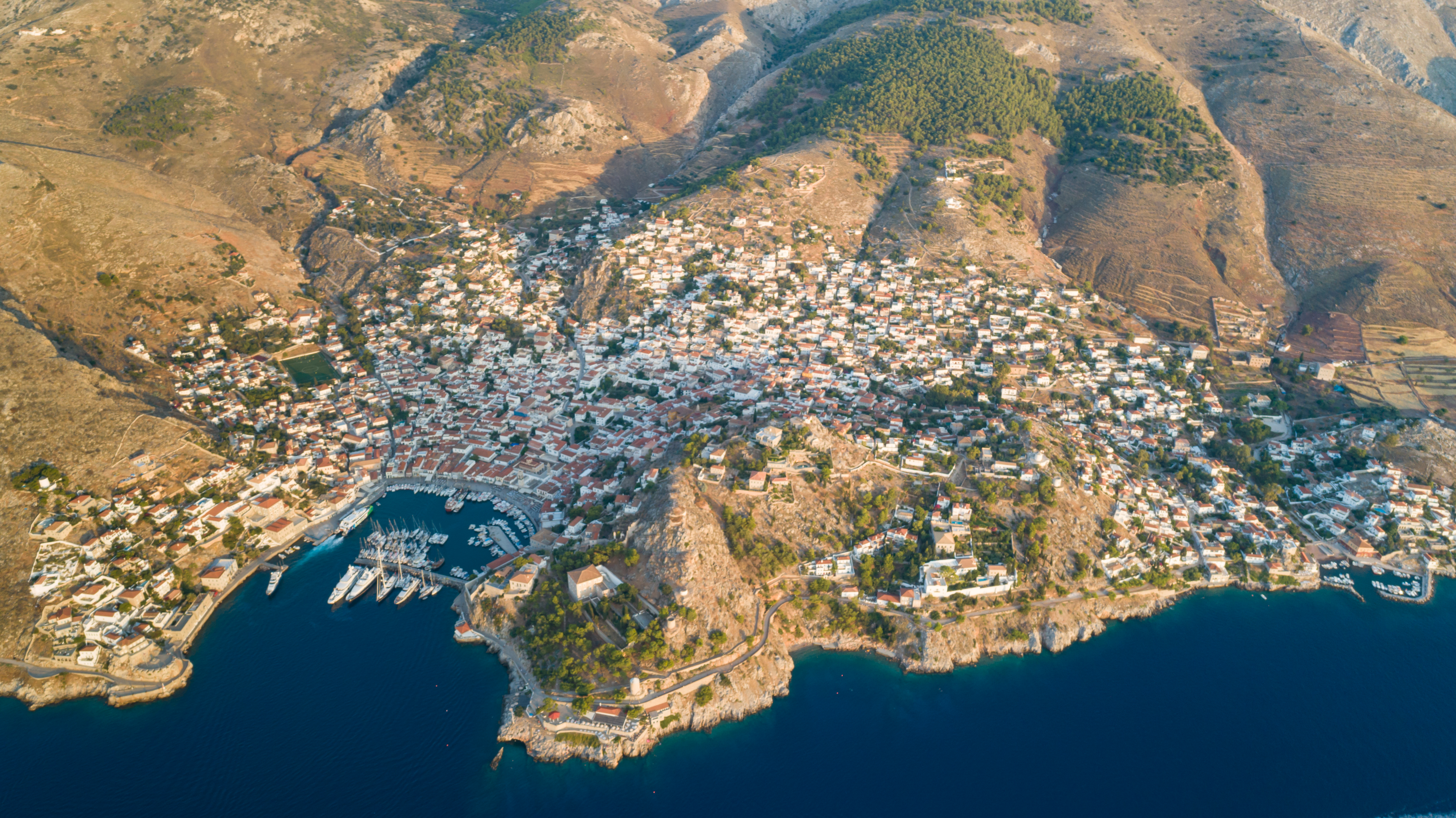
Vedere aeriană

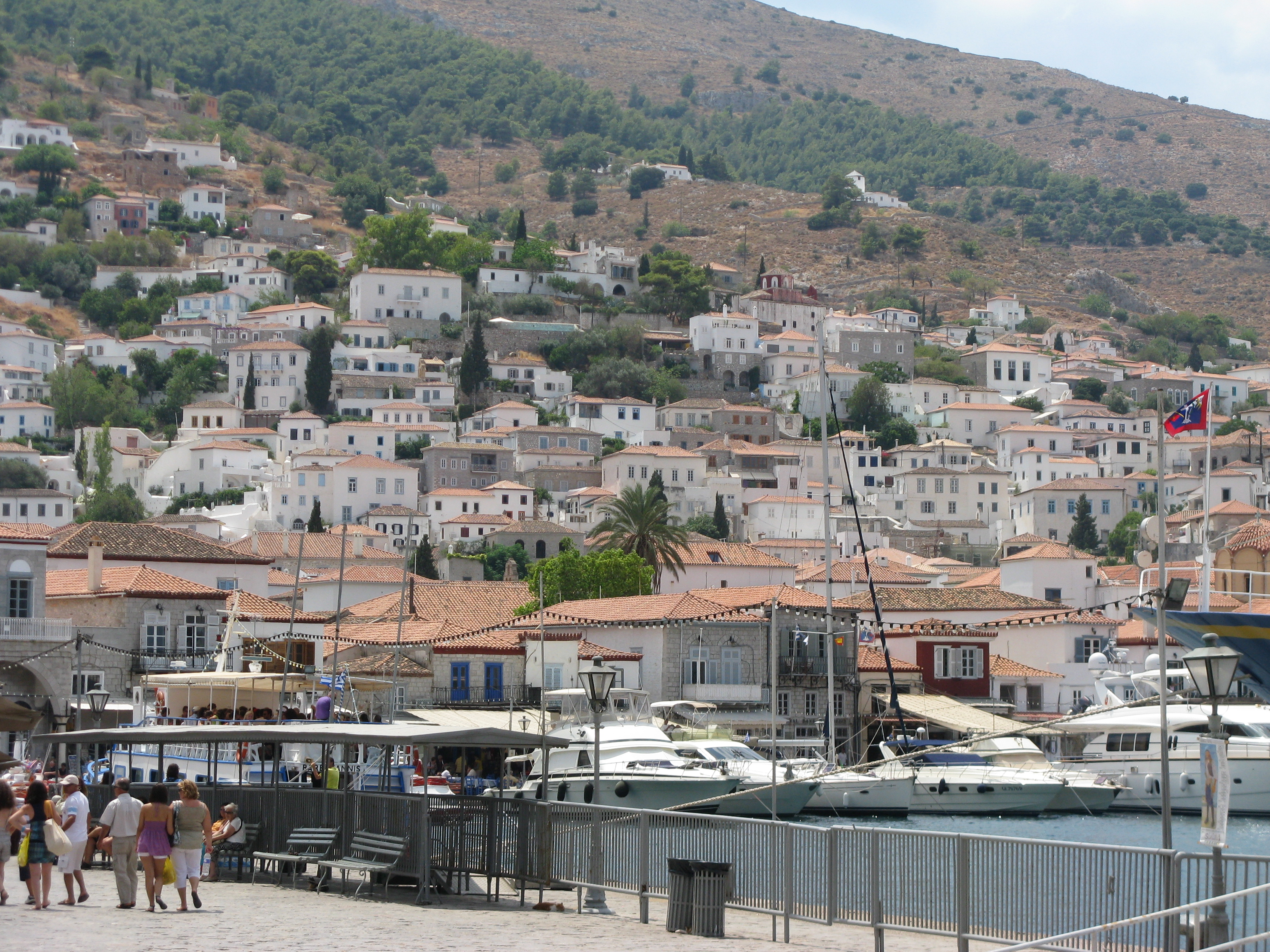
Vedere din promenadă.

Trăsăturile geografice dominante ale insulei Hydra sunt dealurile sale stâncoase, văile goale, împădurite cu pin, cu câteva ferme. Pe insulă a fost realizat un studiu  geologic modern de către Renz în 1955. Unele dintre straturile calcaroase din Permianul târziu sunt bogate în fosile bine conservate.
Se găsesc multe tipuri de flori sălbatice, inclusiv specii rare din genul Cyclamen și de maci. Pe lângă pin, cresc și chiparoși sau măslini. Speciile de păsări includ potârnichea (Perdicinae), prepelița (Galiforme) și multe păsări migratoare, care sunt vânăte. Dintre mamifere se găsesc iepuri, pisici sălbatice și capre.
Cu toate că numele insulei este derivat de la izvoarele antice cunoscute de grecii antici, acum insula este aproape uscată. Hydra a avut fântâni care au secat și s-au găsit trei izvoare noi. Astăzi, insula importă apă de pe continentul grec. O nouă fabrică de desalinizare a fost construită, dar nu funcționează. Mulți locuitori strâng precipitațiile din timpul sezonului rece în cisterne aflate sub casele lor pentru a le folosi mai târziu ca apă potabilă.
Un incendiu din timpul valului de căldură european din 2007 a distrus o mare parte din pădurea de pini din estul portulul Hydra. Cu toate acestea, focul a lăsat neatinsă o pădure în capătul vestic al insulei (dincolo de Kamini). Pădurea din jurul satelor Molos, Bisti și Agios Nikolaous a fost, de asemenea, neafectată.

## Climat
Insula Hydra are un climat fierbinte de vară mediteraneană. Iernile sunt blânde, iar verile sunt fierbinți, cu temperaturi nocturne foarte ridicate.
| Date climatice pentru Hydra weather station (2m)                      | Date climatice pentru Hydra weather station (2m) | Date climatice pentru Hydra weather station (2m) | Date climatice pentru Hydra weather station (2m) | Date climatice pentru Hydra weather station (2m) | Date climatice pentru Hydra weather station (2m) | Date climatice pentru Hydra weather station (2m) | Date climatice pentru Hydra weather station (2m) | Date climatice pentru Hydra weather station (2m) | Date climatice pentru Hydra weather station (2m) | Date climatice pentru Hydra weather station (2m) | Date climatice pentru Hydra weather station (2m) | Date climatice pentru Hydra weather station (2m) | Date climatice pentru Hydra weather station (2m) |
| Luna                                                                  | Ian                                              | Feb                                              | Mar                                              | Apr                                              | Mai                                              | Iun                                              | Iul                                              | Aug                                              | Sep                                              | Oct                                              | Nov                                              | Dec                                              | Anual                                            |
| --------------------------------------------------------------------- | ------------------------------------------------ | ------------------------------------------------ | ------------------------------------------------ | ------------------------------------------------ | ------------------------------------------------ | ------------------------------------------------ | ------------------------------------------------ | ------------------------------------------------ | ------------------------------------------------ | ------------------------------------------------ | ------------------------------------------------ | ------------------------------------------------ | ------------------------------------------------ |
| Maxima medie °C (°F)                                                  | 14.1 (57,4)                                      | 15.3 (59,5)                                      | 17.7 (63,9)                                      | 19.5 (67,1)                                      | 24.3 (75,7)                                      | 29.8 (85,6)                                      | 32.2 (90)                                        | 32.8 (91)                                        | 29.4 (84,9)                                      | 25.6 (78,1)                                      | 20.7 (69,3)                                      | 17.2 (63)                                        | 23,22 (73,79)                                    |
| Minima medie °C (°F)                                                  | 9.4 (48,9)                                       | 10.2 (50,4)                                      | 12.1 (53,8)                                      | 13.7 (56,7)                                      | 18.2 (64,8)                                      | 22.9 (73,2)                                      | 25.4 (77,7)                                      | 26.3 (79,3)                                      | 23.5 (74,3)                                      | 20.2 (68,4)                                      | 16.6 (61,9)                                      | 13.5 (56,3)                                      | 17,67 (63,8)                                     |
| Precipitații mm (inches)                                              | 83.1 (3.272)                                     | 39.9 (1.571)                                     | 64.6 (2.543)                                     | 54.9 (2.161)                                     | 10.5 (0.413)                                     | 9.4 (0.37)                                       | 0.8 (0.031)                                      | 12.1 (0.476)                                     | 41.9 (1.65)                                      | 24.6 (0.969)                                     | 84.6 (3.331)                                     | 119 (4.69)                                       | 545,4 (21,472)                                   |
| Sursă: http://penteli.meteo.gr/stations/hydra/ (2019 - 2020 averages) |                                                  |                                                  |                                                  |                                                  |                                                  |                                                  |                                                  |                                                  |                                                  |                                                  |                                                  |                                                  |                                                  |

## Municipiul Hydra
Municipalitatea Hydra cuprinde următoarele insule:
| Nume                          | Suprafață | Populația |
| ----------------------------- | --------- | --------- |
| Insula Dokos                  | 13.5      | 18        |
| Insula Agios Georgios         | 4.3       | 0         |
| Insula Hydra                  | 52        | 1960      |
| Insula Trikeri și alte insule | 2.2       | 4         |

Suprafața totală a municipiului este de 72 kilometri pătrați (28 mi2), iar populația sa este de 1980 (la recenământul din 2011), majoritatea în portul Hydra.

## Viață culturală
La Centrul de Artă și Teatru Hydrama au loc spectacole, ateliere de teatru și dans pentru comunitatea locală și cursuri de teatru antic grecesc pentru participanți internaționali.
Insula găzduiește la mijlocul lunii octombrie o conferință anuală despre Rebetiko, un gen de muzică populară greacă urbană.

În anii 1950 și 1960, Hydra a fost casa de adopție a unei comunități de artiști, expatriați, care i-a inclus pe renumitul romancier norvegian Axel Jensen, scriitorii australieni Charmian Clift și George Johnston și cantautorul canadian Leonard Cohen. Cohen a scris multe dintre melodiile sale cunoscute pe insula Hydra, inclusiv „Bird on the Wire” și „So Long, Marianne”, în timp ce a locuit cu fosta soție a lui Jensen, Marianne Ihlen. Această perioadă a fost prezentată în filmul documentar din 2019 Marianne & Leonard: Cuvinte de dragoste și în romanul din 2020 al lui Polly Samson A Theatre for Dreamers.

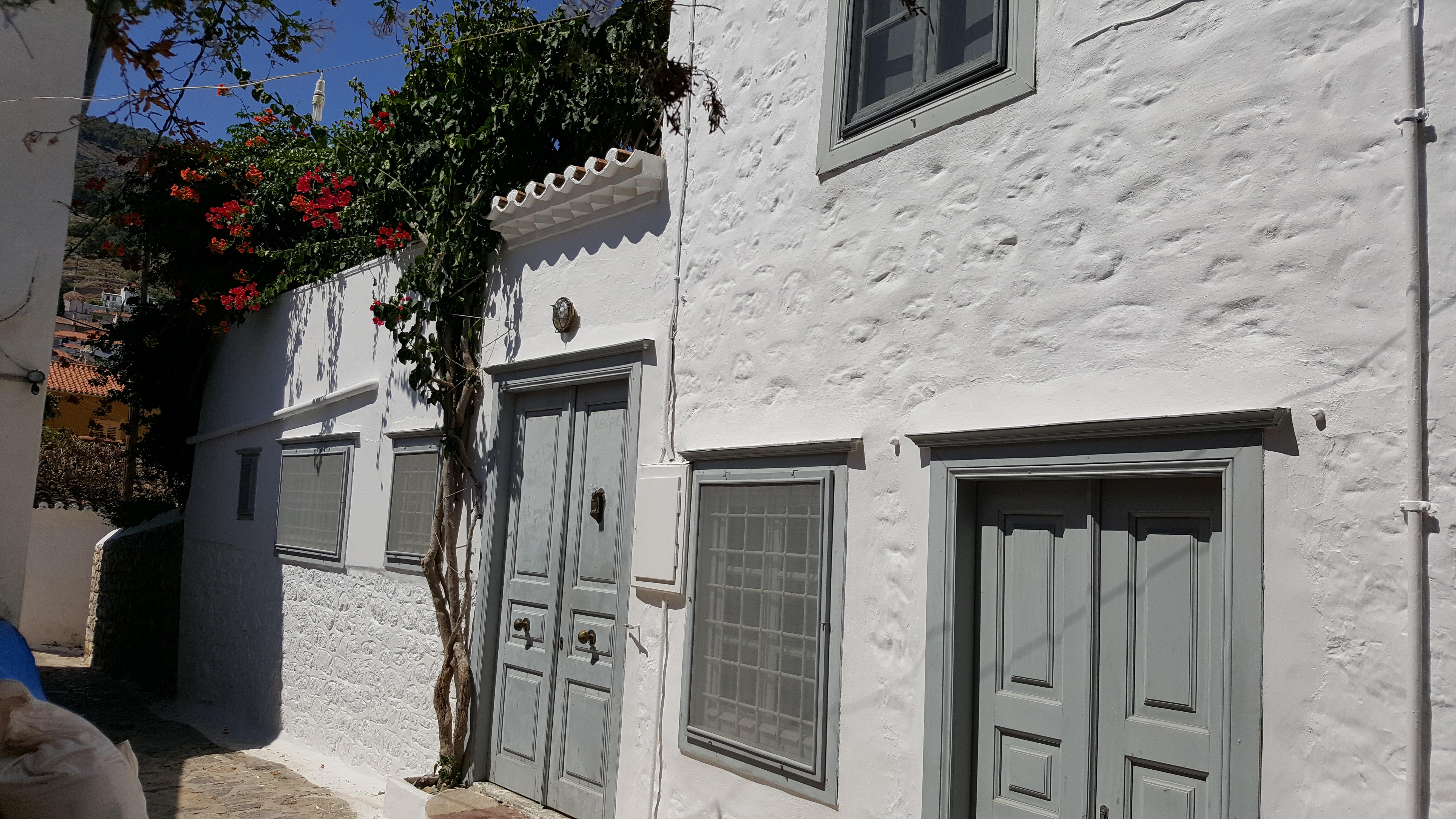
Casa lui Leonard Cohen
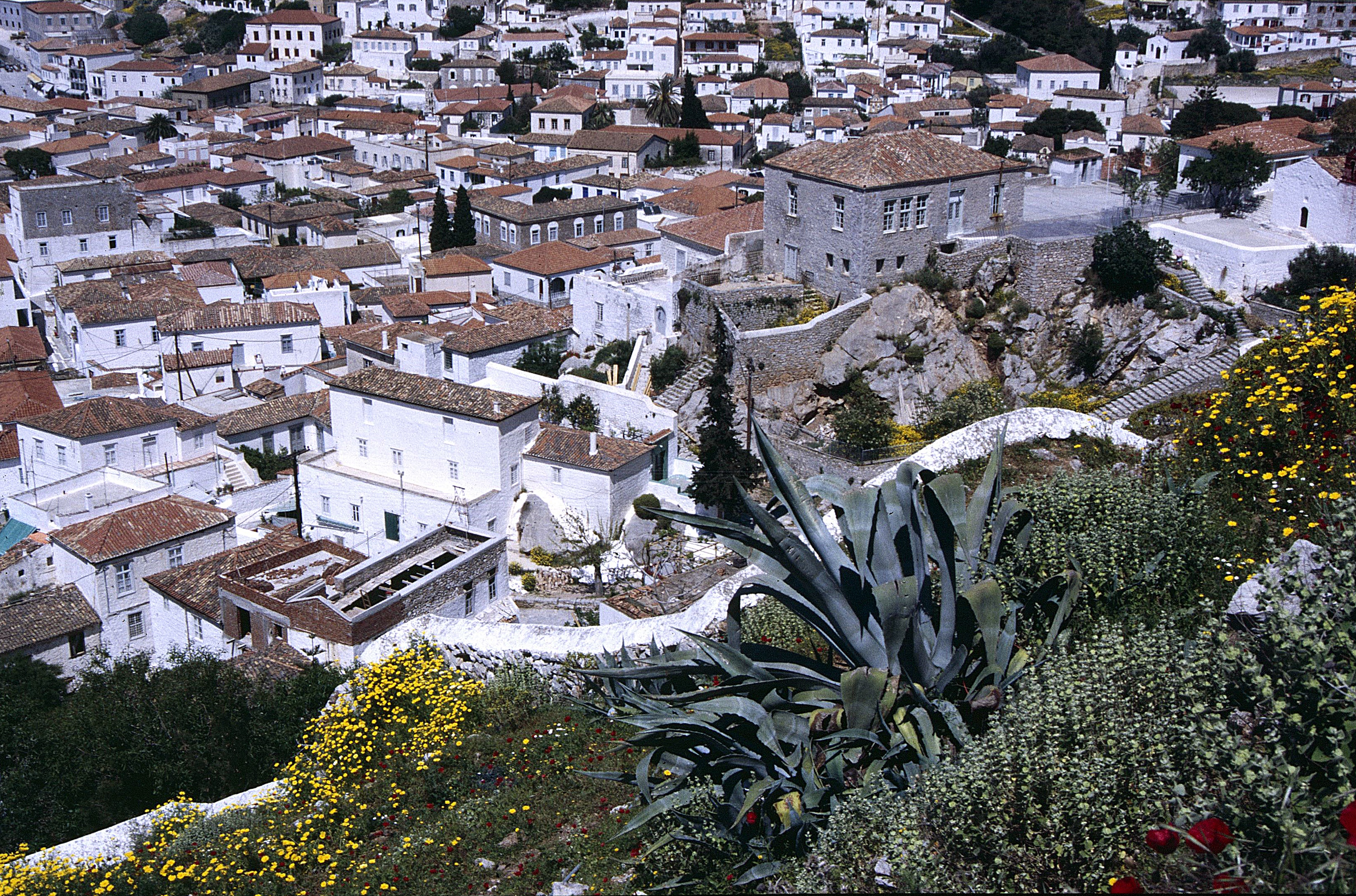
Prezentare generală

În iunie 2009, colecționarul de artă Dakis Joannou a deschis o filială pe insula Hydra a unui muzeu privat de artă, Fundația Deste, pentru a expune munca tinerilor artiști consacrați.

## Relații internaționale

### Orașe gemene - orașe înfrățite
- Ereğli, Turcia (din 1996)[17]
- Bayonne, Franța (din  2008)[18]

## Persoane notabile

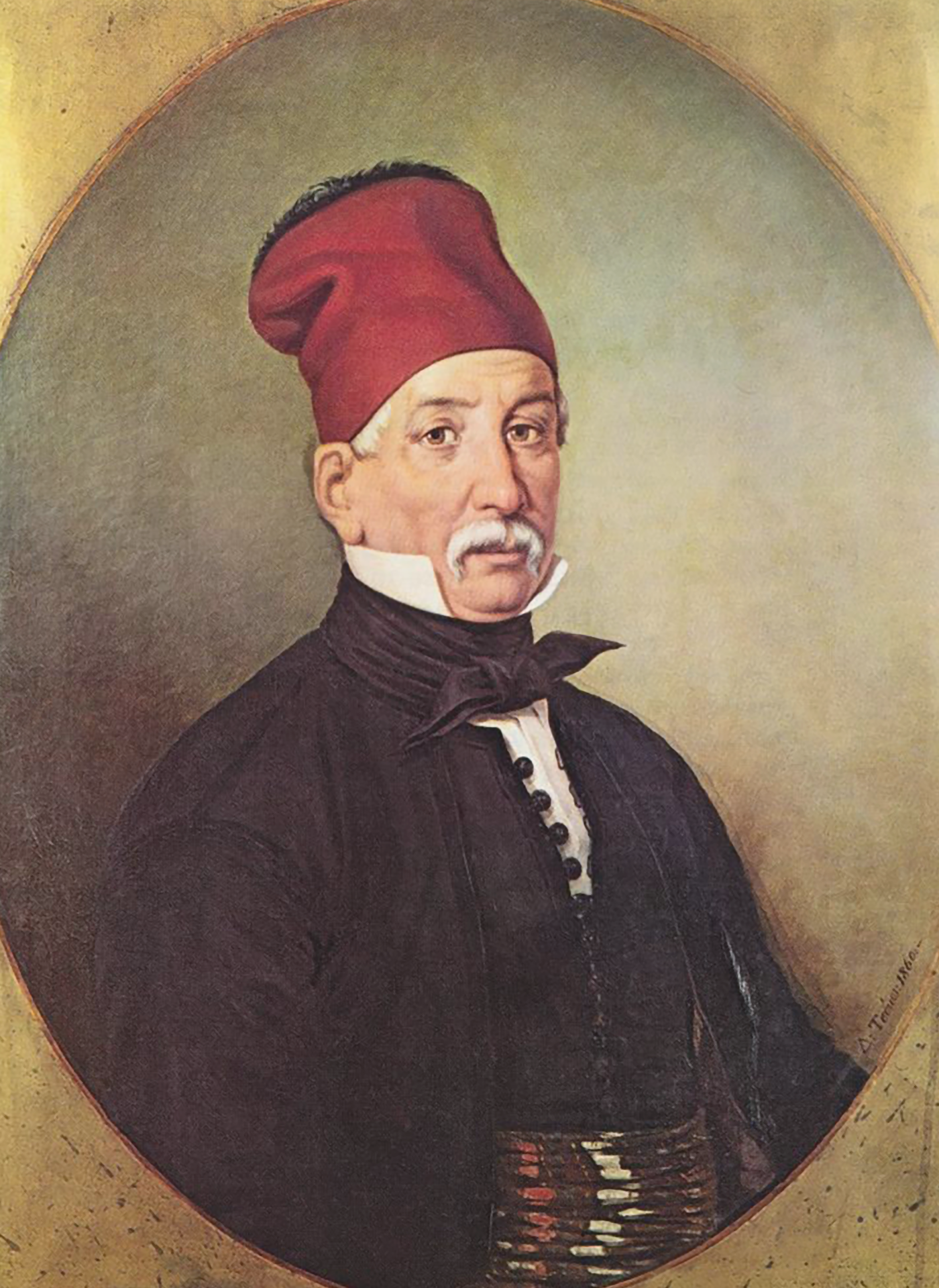
Georgios Kountouriotis

- Laskarina Bouboulina (1771–1825) femeie comandant naval grec, eroină a Războiului de Independență al Greciei din 1821 și amiral al Marinei Imperiale Ruse.
- Brenda Chamberlain (artist) (1912-1971) artist și scriitor galez
- Charmian Clift (1923-1969), romancier și scriitor australian
- Leonard Cohen (1934-2016), cântăreț, poet și romancier canadian care și-a petrecut prima parte a carierei de compozitor pe Hydra alături de iubita sa Marianne Ihlen.
- Andrea Dimitry (1775–1852) erou de război greco-american, a luptat în războiul din 1812.
- Dorotheus (1888–1957), arhiepiscop al Atenei și al întregii Elade
- Axel Jensen (1932–2003) autor norvegian
- George Johnston (1912–1970), jurnalist, romancier și scriitor australian
- Gikas N. Koulouras, armator, membru al Parlamentului, a fondat și a donat Muzeul Istoric și Arhivele Hydra, fondator și primul președinte al Asociației Armatorilor Greci
- Georgios Kountouriotis (1789–1858) negustor, armator, om politic, prim-ministru al Greciei
- Lazaros Kountouriotis, negustor, armator. Cel mai mare finanțator al Războiului de Independență al Greciei.
- Pavlos Kountouriotis (1855–1935) erou naval, amiral și președinte al Greciei
- Panayotis Koupitoris (1821-1881), scriitor

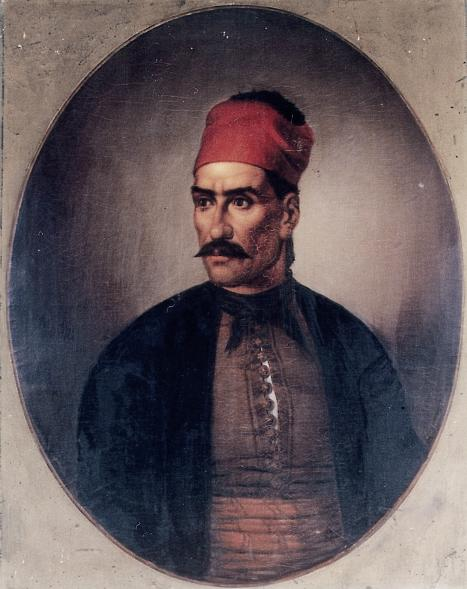
Anastasios Tsamados

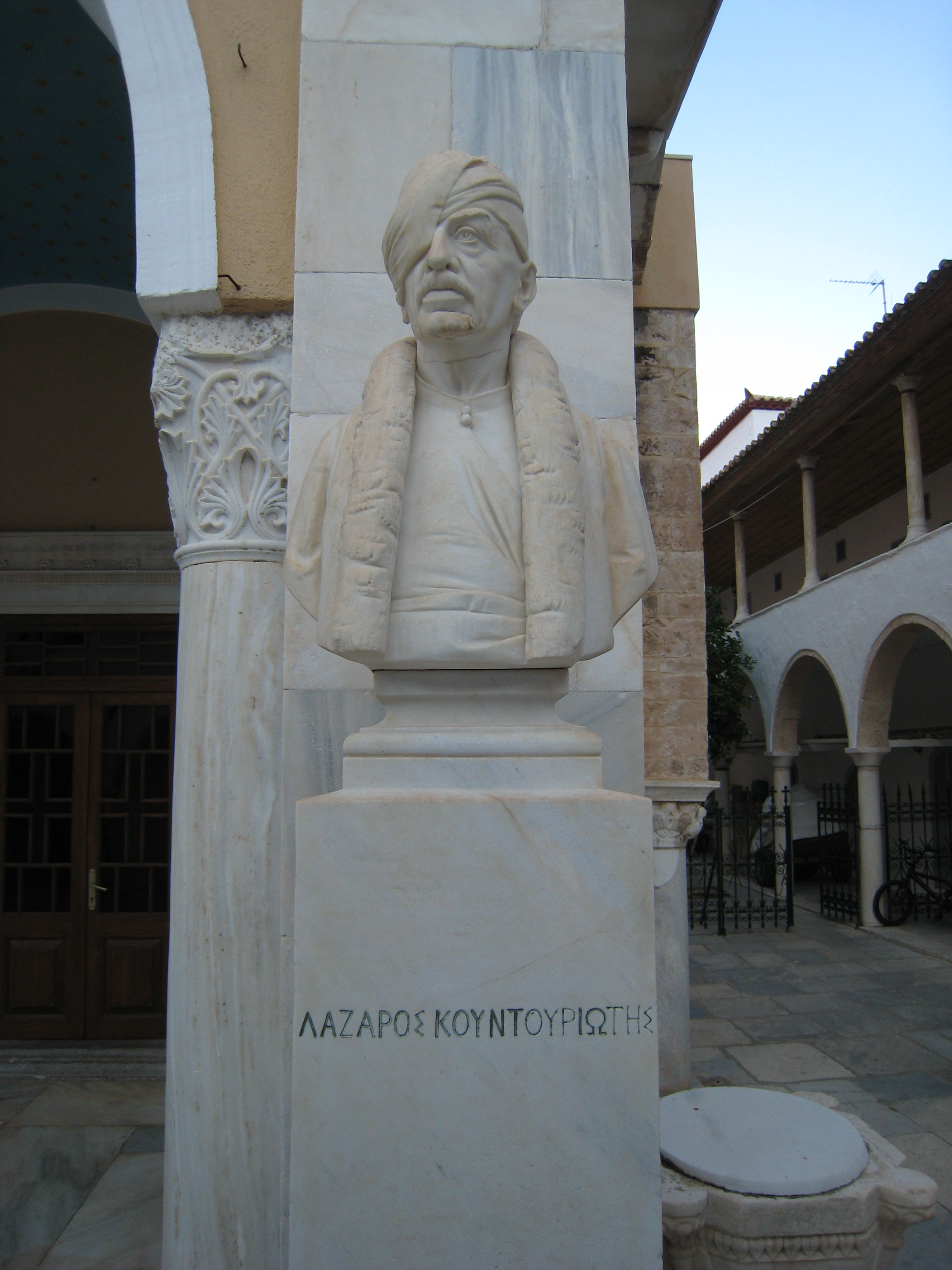
Bustul lui Lazaros Kountouriotis

- Antonios Kriezis (1796–1865) negustor, armator, erou naval, amiral, prim-ministru al Greciei
- Marios Loizides (1928–1988) a fost un artist vizual grec.
- Michalis Maniatis (1952) actor de film și TV, producător, scenarist și scriitor
- Andreas Miaoulis (1768–1835), negustor, armator, erou naval, amiral
- Athanasios Miaoulis (1815–1867) Prim-ministru al Greciei
- Nikos Nikolaou (1909–1986), artist
- Georgios Sachtouris, armator, amiral în timpul războiului de independență
- Georgios Sachinis (1789–1864), negustor, armator, erou naval, amiral
- Stavros Sachinis a murit în bătălia de la Sphacteria (1825), unde a ținut pe loc forța de debarcare egipteano-turcă.
- Panayiotis Tetsis (1925–2016), pictor
- Emmanouil Tombazis, negustor, armator, erou naval, amiral
- Iakovos Tombazis (1782–1829) negustor, armator, erou naval, amiral

- Rallou Manou, coregraf

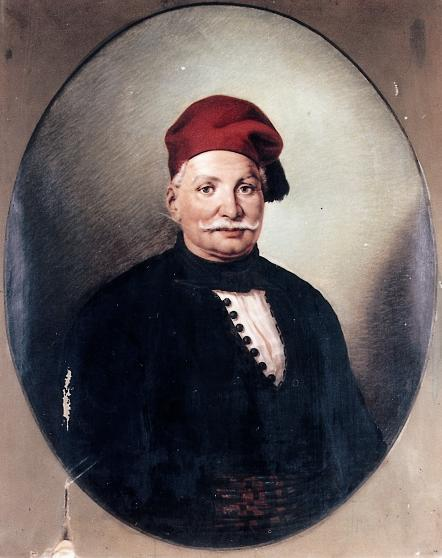
Georgios Sachtouris

- Anastasios Tsamados (1774–1825), armator, amiral, erou național grec, căpitan al brigăzii Aris, a murit eroic în bătălia de la Sphacteria (1825)
- Göran Tunström (1937-2000) autor suedez
- Lily Venizelos (n. 1933)
- Nikolaos Vokos (1854–1902), pictor
- Elena Votsi (n. 1964), designer de bijuterii
- Nikolaos Votsis (1877–1931), erou naval și amiral
- Dimitrios Voulgaris (1802–1878), negustor, armator, prim-ministru al Greciei
- Gordon Merrick (1916–1988), autor
- Kristina Colloredo-Mansfeld (n. 1940), artistă

## Cărți
Cărți despre sau care au loc pe insula Hydra:
- Colosul din Maroussi, Henry Miller (1941)
- Peel Me a Lotus, Charmian Clift (1959)
- The Sea Changeea mării, Elizabeth Jane Howard (1959)
- A Rope of Vines: Journal from a Greek Island, Brenda Chamberlain (1965) (ISBN: 9781905762866)
- The Sleepwalker, Margarita Karapanou (1985)
- Clouds over Hydra, Charles Young (1996)
- Fugitive Pieces, Anne Michaels (1996)
- The Riders, Tim Winton (1996)
- Hydra și bananele lui Leonard Cohen, Roger Green (2003)
- Rhubarbs from a Rock, David Fagan (2003)
- Hydra, Catherine Vanderpool (1980)
- Le Premier jour, Marc Levy (2009)
- Travels with Epicurus, Daniel Klein (2012)
- Hydra vues privées / Private views, Catherine Panchout, Éditions Gourcuff Gradenigo (2015)
- Insula Pisicilor - Hydra, Gabriela Staebler, Ediția Reuss (2015)
- Animale frumoase, Lawrence Osborne (2017)
- Hydra. O insulă și arhitectura sa , Michael Loudon (2018)
- Forth Into Light, Gordon Merrick (1974)
- Un teatru pentru visători, Polly Samson (2020)
- Half the Perfect World (writers, dreamers and drifters), Paul Genoni și Tanya Dalziell (2018)
- Δε λες κουβέντα "(„Atena nedocumentată”), [19] Makis Malafekas (2018)

## Filme
Filme care au fost turnate (și) pe insula Hydra:
- O fată în negru (Grecia 1956)[20]
- Băiat pe un delfin (1957). Hydra a fost decorul acestui film de succes al Sophiei Loren.
- Phaedra (1962)[21]
- Insula iubirii (1963)[22]
- Tămâie pentru blestemați (1970)[23]
- Un bruit qui rend fou (1995)
- Croazieră cu ... amor (2002)
- Fugitive Pieces (2007)
- Capsula (2012)
- Marianne &amp; Leonard: Words of Love (2019)